# Exolidia picta
Exolidia picta är en insektsart som beskrevs av Henry Fairfield Osborn 1923. Exolidia picta ingår i släktet Exolidia och familjen dvärgstritar. Inga underarter finns listade i Catalogue of Life.